# El Patol
El Patol är en ort i Mexiko.   Den ligger i kommunen Tierra Nueva och delstaten San Luis Potosí, i den centrala delen av landet, 300 km nordväst om huvudstaden Mexico City. El Patol ligger 1 749 meter över havet och antalet invånare är 340.
Terrängen runt El Patol är kuperad åt nordost, men åt sydväst är den platt. Runt El Patol är det glesbefolkat, med 19 invånare per kvadratkilometer. Närmaste större samhälle är Tierranueva, 6,0 km sydost om El Patol. Trakten runt El Patol består i huvudsak av gräsmarker.